# 侍戰隊真劍者
《侍戰隊真劍者》，是由日本東映製作的《超級戰隊系列》第33部特攝作品，於2009年（平成21年）2月15日至2010年2月7日期間每週日上午7時30分在朝日電視台首播。

## 作品特色
- 以「日本武士」作為主題的戰隊作品；而同樣其戰隊組合並非平等階級的團隊，而是帶有日本的傳統君臣關係。
- 首部與《假面騎士系列》跨界聯動的戰隊作品。
- 首次出現女性紅色戰士。
- 首次在播放片尾曲期間插播下集預告。

## 故事概要
來自冥界三途川的妖怪軍團─「外道眾」開始侵略人類世界，故作為武士世家志葉家的主公─志葉丈瑠亦召集了其他武士家臣─池波流之介、白石茉子、谷千明以及花織琴葉成為「侍戰隊真劍者」開始與外道眾展開戰鬥。

## 登場角色

### 侍戰隊真劍者
侍戰隊真劍者，為自三百年來與外道眾戰鬥，並能運用文字之力的武士之後裔。
志葉 丈瑠（しば たける）／ 真劍紅
演：松坂桃李／高岩雅輝（童年時期）
初登場為志葉家第18代當家，而其使用的文字之力為「火」。
表面上冷酷嚴格，但實際上其個性卻為熱心助人，並且處事穩重，而其各項技能亦在戰隊中最好的。
其實際上從小因雙親遭外道眾殺害後則被志葉家收留，並奉命作為當年尚未出生的真正志葉家之當家的薰之替身，而在薰習得封印文字前亦必須以主君的身份自居。另外當初丈瑠亦因不想有其他人受到傷害，故對需要召集其他武士家臣一事感到抗拒。
最後在薰使用封印文字失敗後則被對方以作為其養子之身份繼承其當家之位，故正式作為志葉家第19代當家。
池波 流之介（いけなみ りゅうのすけ）／ 真劍藍
演：相葉弘樹
被召的志葉家武士家臣之一，而其使用的文字之力為「水」。
其家為歌舞伎世家，但其個性卻為過於認真，外表上雖會裝出很堅強的樣子，其實情緒非常容易波動。
為隊伍中的軍師，而其自身則對主公丈瑠尤為忠誠，同樣地當丈瑠不在隊伍時亦會充當副領袖帶領其他侍從。
最後在封印血祭慟哭後便回到京都從事歌舞伎。
白石 茉子（しらいし まこ）／ 真劍粉紅
演：高梨臨
被召的志葉家武士家臣之一，而其使用的文字之力為「天」。
平時較為嚴肅，但在其他人遇上煩惱時會展現溫柔一面，變成成員中如同大姐姐般的存在。
其原職為幼稚園老師，而在被召後初期對丈瑠持觀望態度，後來在漸漸理解他內心的負荷之後，開始如丈瑠的友人般支持著他，而對作為主公的丈瑠也為直呼其名。
有著成為普通新娘的夢想，然而在做料理方面卻為一竅不通。
最後在封印血祭慟哭後便前往夏威夷與雙親團聚。
谷 千明（たに ちあき）／ 真劍綠
演：鈴木勝吾
被召的志葉家武士家臣之一，而其使用的文字之力為「木」。
初登場為高中生，但學業成績一塌糊塗，平時喜歡在遊戲機中心流連。
其從小便離世的母親則為能擁有一個聰明開朗的孩子而替其取名為「千明」。
個性開朗且隨性，但亦因本性使然及其認為時代轉變，認為現代不應再有君臣關係，故而不喜歡以「主公」稱呼丈瑠，亦對丈瑠的態度開放。另外其對琴葉亦十分照顧。
一開始實力卻是五人中最弱的，然而後來在自知實力不如人後便承認作為主公的丈瑠，同時亦決心要在實力上超越丈瑠。
最後在封印血祭慟哭後便重回校園生活並準備參加大學聯考。
其他登場作品：《豪快者 護星者 超級戰隊199英雄大決戰》、《假面騎士聖刃 + 機界戰隊全開者 超級英雄戰記》
花織 琴葉（はなおり ことは）／ 真劍黃
演：森田涼花
被召的志葉家武士家臣之一，而其使用的文字之力為「土」。
在被召前則在其家鄉務農，而其個性單純善良，並有著吹奏笛子之嗜好。
除了劍術外對所有事都缺乏自信，從小便被人罵白痴笨蛋，卻反而使內心變得比任何人都還要堅強。
原本此代真劍黃應為其姐姐三羽擔任，但因為三羽體弱多病，而本身劍術不錯的她亦因而替代姐姐作為志葉家武士家臣。
最後在封印血祭慟哭後便回到家鄉照顧家庭。
其他登場作品：《假面騎士×超級戰隊×宇宙刑事 超級英雄大戰Z》
梅盛 源太（うめもり げんた）／ 真劍金
演：相馬圭祐
個性豪爽的壽司師傅，於第十七幕初登場。
原為在志葉家附近開設壽司店的東主之兒子，並為丈瑠的童年玩伴，然而後來因壽司店破產而被迫隨家人跑路，至於丈瑠在與源太臨別前亦向其贈送烏賊折神的秘傳Disc。
有著能成為丈瑠旗下的武士之渴望，故在與丈瑠道別後亦開始自行學習居合道，並且藉以分析烏賊折神成功研發Sushi Changer及魚丸等，同時其本身不習慣書寫的他亦另覓形式成功習得電子文字之力。
以經營攤販壽司店「Gold壽司」自居；至於當初在與丈瑠重逢後亦表示自己希望能成為真劍者的一分子，然而丈瑠卻並不想源太捲入危險等情況而拒絕他，而最終丈瑠在經其他武士侍從們之開導下便卸下心防，並接納源太成為第六位真劍者。
其他登場作品：《豪快者 護星者 超級戰隊199英雄大決戰》
志葉 薰（しば かおる）／ 真劍紅
演：夏居瑠奈
第44集開始登場，是志葉家第18代真正當家。
其父志葉雅貴（17代真劍紅）為了保護未出世的孩子防堵外道眾趕盡殺絕，拼了命使用不完全的封印文字封住外道眾（血祭慟哭），並安排丈瑠為替身主君。從小到大隱居山林，為避開外道眾耳目，專心習得封印外道眾（血祭慟哭）的一筆。
第44集後她覺得封印外道眾的時機已到，並回歸當家之位，這個突如其來的想法與舉動，讓日下部彥馬和其他成員們無法接受。由於是真正的當家，雖然年紀比志葉丈瑠小很多，但程度與丈瑠不分軒輊。
基本上性格通情達理，在第48集使用封印文字將血祭慟哭封印失敗，自己也負傷後，與丈瑠商討之下決定以收養丈瑠為養子名義，將當家之位正式傳給丈瑠，並在血祭慟哭遭消滅後，與另外五位真劍者離開了志葉家。
其他登場作品：《海賊戰隊豪快者》、《特命戰隊Go Busters VS 海賊戰隊豪快者 THE MOVIE》

#### 真劍者的協力者／相關者
日下部彥馬（くさかべ ひこま）
演：伊吹吾郎
侍奉志葉家之家臣。
當年外道眾攻擊志葉家時便帶著丈瑠離開，並將丈瑠養育成人，同時為對付外道眾做了充分準備，當丈瑠一人已開始無法應付越來越強的外道眾時便召集了過去志葉家的武士家臣後代成為真劍者戰鬥。
與已逝世的妻子誕下一女，然而平時忙碌於處理志葉家的工作，故甚少與其女兒聯絡。
志葉 烈堂（しば れつどう）
演：合田雅吏
志葉家的初代當家，於第二十三幕登場。
黑子（くろこ）
志葉家的複數家僕。
其全員皆為身穿黑衣及以黑紗幪面，而他們則負責為志葉家處理家務等日常工作，同時亦會在戰鬥時替六人進行舉旗、佈幕、更換道袍及應援等工作。
另外黑子們亦常常幫助區內的居民們，故附近的居民也很喜歡他們。

### 折神
折神，為真劍者擁有的動物型式神，而真劍者在與巨大化敵人時則會透過文字之力將折神巨大化並進入折神內操縱。
初期除了志葉家的武士家臣則各有一個折神外，其餘折神皆屬志葉家所有，然而部分折神則在長久的戰爭中下落不明或已轉讓他人。
 獅子折神（ししおりがみ）
紅色獅子外貌的折神，為志葉家所擁有。
其徽章型態為類似將棋駒的五邊形，而戰鬥時則能夠吐息火焰及對敵人進行猛烈突擊與咬擊。至於其必殺技則為透過自燃全身後衝刺敵人之「五角大火炎」。
為真劍王的頭部與身軀。
 龍折神（りゅうおりがみ）
藍色龍外貌的折神，為池波家所擁有。
其徽章型態為正六邊形，而戰鬥時則能夠吐息強烈水流之「龍瀑布」。
為真劍王的左腿與頭盔。
 龜折神（かめおりがみ）
銀色龜外貌的折神，為白石家所擁有。
其徽章型態為圓形，而戰鬥時則能夠透過高速旋轉製造龍捲風攻擊。
為真劍王的右手臂。
 熊折神（くまおりがみ）
綠色熊外貌的折神，為谷家所擁有。
其徽章型態為正方形，而其本身的身軀尤為強硬，至於戰鬥時則會以直線衝擊及連環爪擊為主。
為真劍王的右腿。
 猿折神（さるおりがみ）
黃色猴子外貌的折神，為花織家所擁有。
其徽章型態為三角形，而其本身則擁有動作靈巧的身軀，戰鬥時亦以無視重力的雜技動作為主。
為真劍王的左手臂。
 兜折神（かぶとおりがみ）
橙色獨角仙外貌的折神，於第五幕初登場。
為「木」屬性之折神，而其頭部可進行360度旋轉，而頭上的兩只角亦可予以敵人夾擊，另外其雙角之間亦附有可釋放能量彈之兜炮。
為初期除了獅子折神外唯一仍保存於志葉家的折神，而當初丈瑠則決定將兜折神交予茉子操縱，然而最後茉子卻將兜折神轉讓予千明。
 舵木折神（かじきおりがみ）
水藍色旗魚外貌的折神，於第七幕初登場。
為「海」屬性之折神，其具備淨化毒素之能力，並會以從其下頰部分釋放的魚雷彈─舵木魚雷及以其長尖型的嘴部突刺攻擊為主。
舵木折神在過往的戰爭期間卻行蹤不明，後來在真劍者獲得其出沒消息後則由流之介奉命追捕及成功收服，而最後丈瑠亦決定將舵木折神交予流之介操縱。
 虎折神（とらおりがみ）
白虎外貌的折神，於第九幕初登場。
為「熱」屬性之折神，而其會透過腹部的單輪進行移動，並能藉著以熱能驅動旋轉的鑽頭型四肢予敵人突刺攻擊。
其於過往的戰爭中卻意外被疑怪物瞳丸所獲及作為其傀儡，然而最後丈瑠則以其文字之力成功讓虎折神脫離瞳丸的操縱，其後亦繼而決定親自作為虎折神之使用者。
 烏賊折神（いかおりがみ）
烏賊外貌的折神，為丈瑠於童年時贈送予源太之臨別禮物，於第十七幕初登場。
為「寒氣」屬性之折神，並具有飛行能力，而戰鬥時則能從作為其嘴部的烏賊墨炮釋放具灼傷性之墨汁及以其附有吸盤之五條觸手攻擊。
 海老折神（えびおりがみ）／大海王
為源太以其電子文字之力創造的折神，於第十七幕初登場。
海老折神為蝦外貌的「折神」型態，並能運用其雙鉗子進行夾擊、拋擊及釋放能量光盤─粗卷光輪攻擊；至於大海王則為「武士巨人」型態，並擁有四種模式及相應臉孔。
大海王 東
「光」屬性之型態，於第二十幕初登場。
以近身肉搏戰為主；至於其必殺技則為以其雙鉗子手臂斬擊之「海老鉗握壽司」。
大海王 西
「風」屬性之型態，於第二十幕初登場。
具有優越的回避能力，並能運用其特殊的扇子（海老折神的尾柄）進行扇擊、撥風攻擊甚至可反彈對手之攻擊。
大海王 南
「熱氣」屬性之型態，於第二十幕初登場。
以海老折神的雙觸角轉化之高溫雙劍─海老刀進行二刀流戰鬥；至於其必殺技則為以海老刀斬擊之「海老刀大名切片」。
烏賊大海王
為大海王與烏賊折神之組合型態，於第二十二幕初登場。
其身軀能夠釋放冷凍氣體，並配備由烏賊折神變形的可伸縮長槍；至於其必殺技則為以長槍突刺攻擊之「槍烏賊突貫」。

#### 合體型態
真劍王
由獅子折神、龍折神、龜折神、熊折神與猿折神合體之武士巨人型態，於第二幕初登場。
其配備武器為日本劍大真劍跟以特殊合金製作的鋼製盾牌秘傳盾；至於其必殺技則為對敵人圓月斬之「大真劍 武士斬」。
兜真劍王
由真劍王與兜折神合體之武士巨人型態，於第五幕初登場。
其頭部附有兜炮，可釋放無數光束彈連環炮擊；至於其必殺技則為「兜大回旋炮」，以透過旋轉頭部所產生之大型光束彈炮擊。
舵木真劍王
由真劍王與舵木折神合體之武士巨人型態，於第七幕初登場。
其能夠予大真劍變形為雙頭薙刀，而其頭盔部分亦能裝備大真劍；至於其必殺技則為以頭盔上的大真劍斬擊敵人之「舵木一刀兩斷」。
虎真劍王
由真劍王與虎折神合體之武士巨人型態，於第九幕初登場。
其會以肩上的四個鑽頭進行攻擊；至於其必殺技則為在旋轉其四個鑽頭的同時予以敵人突刺攻擊「虎鑽頭突撃」。
天空真劍王
由真劍王與大天空合體之武士巨人型態，於第十二幕初登場。
戰鬥時以空中戰為主；至於其必殺技則為以大真劍從空中予以敵人斬擊之「大真劍 天空唐竹斬」。
烏賊真劍王
由真劍王與烏賊折神合體之武士巨人型態，於第十八幕初登場。
其配備可伸縮之長槍及能施放冷凍氣體的盾牌；至於其必殺技「槍烏賊一閃」則為透過其背部收集的雷電能量注進長槍後便予以敵人斬擊。
大海真劍王
由真劍王與海老折神合體之武士巨人型態，於第二十四幕初登場。
能以兩把海老刀進行力量及速度兼備的二刀流戰鬥；至於其必殺技亦為以海老刀斬擊之「二天一流 亂舞斬」。
大天空
由兜折神、舵木折神與虎折神合體之巨鳥型態，於第十幕初登場。
擅長空中戰，並能夠進行急速轉彎等特技動作；至於其必殺技則為以其身軀予以敵人突刺攻擊「大天空 大激突」。
烏賊天空Buster
由大天空與烏賊折神合體之炮台型態，於第二十四幕初登場。
其必殺技為「折神大開炮」，為以融合十位折神之力量釋放之光束。

### 外道眾
外道眾，為一眾棲息於冥界三途川的妖怪。
有著支配人類世界的野心，而衪們會透過人類世界之縫隙往返三途川與人類世界。至於初期衪們亦較常進攻人類世界，目的則為藉此收集人類的不安及痛苦讓三途川的水位上漲，最後便以三途川的洪水氾濫人類世界。
其共分為兩種：一種為純外道眾妖怪，然而衪們卻不能長時間逗留在人類世界，否則其身體則會出現缺水情況；而另一種則為由選擇墮入外道的人類轉化之「半外道」，而衪們則能夠長時間逗留在人類世界。
血祭慟哭（ちまつりドウコク）
聲：西凜太朗
外道眾的御大將（首領）。
個性容易急躁，並且一旦被動怒便會失控，而衪平時亦較常透過嗜酒才能冷靜自己。
使用武器為兩把刻有龍之特徵的劍，分別為大刀升龍拔山刀以及小刀降龍蓋世刀。
過去曾被初代真劍者封印，後來在被解封後亦導致其身體更容易出現脫水之征狀，亦因此衪則不能長時間逗留於人類世界。
薄皮太夫（うすかわだゆう）
聲、演（薄雪）：朴璐美
慟哭的親信，為半外道。
較常演奏三味線，而其武器亦為收納於其三味線的刀。
其本名為「薄雪（うすゆき）」，當時作為花魁的她在獲得其所戀之武士承諾能將她贖回，然而對方最後卻為移情別戀，結果她便於對方的婚禮上縱火殺生，並將對方的靈魂化為其三味線後便墮入外道。
骨之死太利（ほねのシタリ）
聲：長
侍奉慟哭的外道眾軍師。
是位擁有知識豐富、足智多謀的老人，對慟哭忠心耿耿，至於其使用武器為錫杖，並能運用其臉部前端的觸手攻擊。
腑破十臟（ふわじゅうぞう）
聲、演（人類型態）：唐橋充
被驅逐的外道眾，於第七幕初登場。
與薄皮太夫同為半外道，但其自身則能自行變為人類外貌，而其使用武器則為採用鋸齒型刀刃的妖刀─裏正。
其他登場作品：《宇宙戰隊九連者 VS SPACE SQUAD》。
筋殼惡麻呂（すじがらのアクマロ）
聲：堀川亮
於第二十七幕初登場。
擅長近身戰，而使用武器為一把笏─削身斷頭芴以及其大型的雙爪子；另外其自身亦能以紙製式神─「切神」應戰。
原為沉睡於三途川河底的外道眾，然而因為受到慟哭的「夏天力量」之波動甦醒。
疑怪物
棲息於三途川水上的妖怪，並較常作為外道眾作戰的前線角色。
其本身則有兩道生命，當衪們第一道生命死亡後便會用第二道生命（巨大化）繼續戰鬥。
無名眾
為棲息於三途川水底的妖怪兵卒。
其體型除了擁有與人類等身型態外，亦有巨大化型態之大無名以及擁有飛行能力之天空大無名。
野逆叉
外道眾的上級兵士，於第二十三幕初登場。
有著虎鯨之外貌，並能透過其大型嘴巴吐息火球攻擊；另外其體型除了擁有與人類等身型態外，亦有巨大化型態之大野逆叉。
煤丸
隱居於六門船內的煤炭型小生物，於第十一幕初登場。
牠們對聲音尤為敏感，並較常重覆別人說過的詞彙，但其本身無害。

### 其他角色
《假面騎士Decade》
遊走於平行世界的旅行者，於第二十、二十一幕登場。
門矢 士（かどや つかさ）
演：井上正大
海東 大樹（かいとう だいき）
演：戶谷公人
光 夏海（ひかり なつみ）
演：森寬和
光 榮次郎（ひかり えいじろう）
演：石橋蓮司
鳴瀧（なるたき）
演：奥田達士

## 真劍者的裝備／武器
共同裝備：
書道Phone
除了源太／真劍金外其他真劍者的所需道具，並具通訊用的「功能電話」與書寫及施展文字之力（包括變身）的「毛筆」兩種模式。
秘傳Disc
真劍者的光盤型道具。
其記載了真劍者折神之相應力量，只要裝備於真劍丸或其個人武器便能發動力量。
真劍丸
除了源太／真劍金外其他真劍者的日本刀武器。
其能夠透過裝載秘傳Disc以發揮相應力量，並能變形為五人各自的個人武器。
 烈火大斬刀（れっかだいざんとう）
真劍紅的大刀。
具備「刀」與「大筒」兩種模式，當中「刀」模式的必殺技為透過其燃燒之刀刃斬擊敵人之「百火繚亂」；至於「大筒」模式須裝備兜、舵木或虎折神其中之一的秘傳Disc才能轉換，而真劍者亦須以其各自折神的秘傳Disc裝備於其刀刃上，最後便能發動必殺炮擊「五輪彈」。
 Water Arrow
真劍藍的大型弓，並能夠一次性發射數發水之箭矢。
 Heaven Fan。
真劍粉紅的大型摺扇，並可發動最高秒速100米之陣風。
 Wood Spear
真劍綠的可伸縮長槍。
 Land Slicer
真劍黃的大型手裏劍。
具有三塊刀刃，並能作為回力鏢之用。
超級真劍丸
為裝載了印籠丸的真劍丸強化型態，於第二十四幕初登場。
印籠丸
於第二十三幕初登場。
由歷代真劍者以所有折神之力量製作的印籠型強化道具，然而因力量不足而無法完成，並一直長期存放於天幻寺內，但後來因應外道眾力量增強關係，故彥馬在獲取印籠丸後便委託源太運用其電子文字之力成功予印籠丸正式問世。
除了源太／真劍金外，其餘真劍者則能透過發動裝載了超級Disc的印籠丸強化變身為「超級真劍者」，此外印籠丸亦能裝載於真劍丸上予之發揮其強化力量。
 真劍金：
Sushi Changer
為源太根據烏賊折神而研發的道具，於第十七幕初登場。
使用時會透過手機鍵盤輸入之形式施展電子文字之力（包括變身）；此外將秘傳Disc以類似「握壽司」之形式放置於Sushi Changer上亦能發揮相應力量。
魚丸
於第十七幕初登場。
為源太研發的魚外型之短劍，並能夠透過裝載秘傳Disc以發揮相應力量。

## 播放列表
以下時間以當地時間（日本時間）為準：
| 日本首播日期 | 集數 | 標題 （日語）（漢譯） | 主役外道眾一方                                       | 編劇     | 導演       |
| ------------ | ---- | --------------------- | ---------------------------------------------------- | -------- | ---------- |
| 2009/02/15   | 1    | 華麗瀟灑的五名武士    | - 影子大頭（聲：飛田展男）                           | 小林靖子 | 中澤祥次郎 |
| 2009/02/22   | 2    | 最精致的合體          | - 螺旋鎌（聲：鄉里大輔）                             | 小林靖子 | 中澤祥次郎 |
| 2009/03/01   | 3    | 腕力對峙與對決        | - 轆轤捏（聲：長嶝高士）                             | 小林靖子 | 諸田敏     |
| 2009/03/08   | 4    | 夜話情淚川            | - 波浪疑（聲：戶部公爾）                             | 小林靖子 | 諸田敏     |
| 2009/03/15   | 5    | 兜折神                | - 柳簾（聲：土田大）                                 | 小林靖子 | 竹本昇     |
| 2009/03/22   | 6    | 壞話大王              | - 圖星言（聲：二又一成）                             | 小林靖子 | 竹本昇     |
| 2009/03/29   | 7    | 旗魚一竿釣            | - 病慌亂（聲：梅津秀行）                             | 小林靖子 | 中澤祥次郎 |
| 2009/04/05   | 8    | 神秘失蹤的新娘        | -                                                    | 小林靖子 | 中澤祥次郎 |
| 2009/04/12   | 9    | 虎叛逆期              | - 瞳丸（聲：石野龍三）                               | 小林靖子 | 渡邊勝也   |
| 2009/04/19   | 10   | 大天空合體            | - 傘水母（聲：宇垣秀成）                             | 小林靖子 | 渡邊勝也   |
| 2009/04/26   | 11   | 三大巨頭交戰          | - 牛附子（聲：諏訪部順一）                           | 小林靖子 | 諸田敏     |
| 2009/05/03   | 12   | 史上首次超武士合體    | - 牛附子（聲：諏訪部順一）                           | 小林靖子 | 諸田敏     |
| 2009/05/10   | 13   | 沉重的哭聲            | - 哭泣子（聲：納谷六朗）                             | 小林靖子 | 竹本昇     |
| 2009/05/17   | 14   | 外國武士              | - 八提燈（聲：下山吉光）                             | 大和屋曉 | 竹本昇     |
| 2009/05/24   | 15   | 真假貨騷亂            | - 假冒坊（聲：大林勝）                               | 石橋大助 | 渡邊勝也   |
| 2009/05/31   | 16   | 黑子們的力量          | - 毬螺（聲：市來光弘）                               | 大和屋曉 | 渡邊勝也   |
| 2009/06/07   | 17   | 壽司武士              | - 伊佐木狐（聲：澤木郁也）                           | 小林靖子 | 諸田敏     |
| 2009/06/14   | 18   | 武士襲名              | - 百刃切（聲：鈴木千尋）                             | 小林靖子 | 諸田敏     |
| 2009/06/28   | 19   | 武士心實習中          | - 油笑坊（聲：櫻井敏治）                             | 小林靖子 | 竹本昇     |
| 2009/07/05   | 20   | 海老折神變形          | - 重鳴丸（聲：齋賀光希）                             | 小林靖子 | 竹本昇     |
| 2009/07/19   | 21   | 熊之親子              | - 千眼丸 （聲：大友龍三郎） - 酒瓶彈（聲：星野充昭） | 小林靖子 | 加藤弘之   |
| 2009/07/26   | 22   | 執事殿下              | - 裏之轍（聲：福松進紗）                             | 小林靖子 | 加藤弘之   |
| 2009/08/02   | 23   | 瘋狂外道眾            | - 牛頭蜘蛛（聲：安井邦彦）                           | 小林靖子 | 渡邊勝也   |
| 2009/08/09   | 24   | 真 侍合體             | - 牛頭蜘蛛（聲：安井邦彦）                           | 小林靖子 | 渡邊勝也   |
| 2009/08/16   | 25   | 夢境世界              | - 夢獏（聲：小杉十郎太）                             | 小林靖子 | 中澤祥次郎 |
| 2009/08/23   | 26   | 大型對決              | - 夢獏（聲：小杉十郎太）                             | 小林靖子 | 中澤祥次郎 |
| 2009/08/30   | 27   | 人生對調              | - 倒掛鬼（聲：檜山修之）                             | 小林靖子 | 竹本昇     |
| 2009/09/06   | 28   | 提灯武士              | - 切神                                               | 小林靖子 | 竹本昇     |

## 音樂

### 片頭曲
／PSYCHIC LOVER
台灣地區由東森幼幼台之西瓜哥哥以中文配音翻唱，但此舉造成台灣觀眾強烈反對，故僅於第1集和預告中使用。
之前八大戲劇台播出魔法戰隊魔法連者和轟轟戰隊冒險者亦是由西瓜哥哥作廣告代言，本作則和蝴蝶姊姊合作代言。
香港亦有粵語改編版本：
「武士戰隊」
作詞：?／編曲：?／李礎業

### 片尾曲
「四六時夢中　シンケンジャー」

台灣播出時片尾被剪除，故未使用。
作詞：藤林聖子 / 作曲：高取秀明 / 編曲：Project.R（籠島裕昌） / 歌：高取秀明 (Project.R)
「四六時夢中　シンケンジャー ～銀幕版～」／シンケンジャー と 高取秀明
作詞：藤林聖子 / 作曲：高取秀明 / 編曲：Project.R（籠島裕昌） / 歌：真劍者（松坂桃李、相葉弘樹、高梨臨、鈴木勝吾、森田涼花、相馬圭祐）

### 插曲歌
「斗え! シンケンジャー」（第6・13・27・37話）
作詞：高取秀明 / 作曲：IMAJO / 編曲：Project.R / 歌：高取秀明 (Project.R)
「侍合体! シンケンオー」（第4 - 6・14・19・42話）
作詞：桑原永江 / 作曲：高木洋 / 編曲：Project.R（大石憲一郎） / 歌：串田晃
「モヂカラ大行進」
作詞：藤林聖子 / 作曲、編曲：鈴木盛廣 / 歌：ヤング・フレッシュ、高橋秀幸 (Project.R)
「どこまでもシンケンジャー」
作詞、作曲：高取ヒデアキ / 編曲：籠島裕昌 / 歌：高取ヒデアキ (Project.R)
「つらぬけ武士道」
作詞、作曲：高取ヒデアキ / 編曲：籠島裕昌 / 歌：小野田浩二
「シンケン祭り」
作詞：藤林聖子 / 作曲、編曲：ジャック・伝ヨール / 歌：Sister MAYO (Project.R)
「一貫献上! シンケンゴールド」（第17話）
作詞：YOFFY / 作曲：高木洋 / 編曲：Project.R（大石憲一郎） / 歌：YOFFY (Project.R)
「侍変形! ダイカイオー」（第20・22話）
作詞：桑原永江 / 作曲、編曲：渡辺宙明 / 歌：宮内タカユキ
「六人の侍」（第29話）
作詞：藤林聖子 / 作曲：菊池俊輔 / 編曲：Project.R（大石憲一郎） / 歌：松原剛志 (Project.R)
「究極 サムライハオー 降臨!」（第35 - 37話）
作詞：里乃塚玲央 / 作曲、編曲：矢野立美 / 歌：MoJo

### 角色曲
「シンケンレッド 一筆奏上」
作詞：藤林聖子 / 作曲、編曲：高木洋 / 歌：ヤング・フレッシュ、志葉丈瑠（松坂桃李）
「青浪（あおなみ）世直し」
作詞：藤林聖子 / 作曲：高取ヒデアキ / 編曲：真崎修 / 歌：池波流ノ介（相葉弘樹）
「ナデシコ真剣 花吹雪」
作詞：藤林聖子 / 作曲：押谷沙樹 / 編曲：亀山耕一郎 / 歌：白石茉子（高梨臨）
「シンケンデイズ Never give up 道中」
作詞：藤林聖子 / 作曲、編曲：籠島裕昌 / 歌：谷千明（鈴木勝吾）
「はんなり めっちゃ武士道ガール」
作詞：藤林聖子 / 作曲：IMAJO / 編曲：川瀬智 / 歌：花織ことは（森田涼花）
「ゴールド人情 一本締め」
作詞：藤林聖子 / 作曲、編曲：岩崎貴文 / 歌：梅盛源太（相馬圭祐）

## 其他相關媒體

### 劇場版
- 《侍戰隊真劍者 銀幕版 天下驅分點之戰》

本作的獨立劇場版，2009年8月8日上映。
- 《侍戰隊真劍者VS轟音者 銀幕BANG!!》

本作與《炎神戰隊轟音者》的VS劇場版，亦是本作的第一部VS劇場版，本作亦是《超級戰隊祭》的第二部作品，2010年1月30日上映。
- 《天裝戰隊護星者VS真劍者 Epic on 銀幕》

本作與《天裝戰隊護星者》的VS劇場版，亦是本作的第二部VS劇場版，本作亦是《超級戰隊祭》的第三部作品，2011年1月22日上映。
- 《豪快者 護星者 超級戰隊199英雄大決戰》

本作為《超級戰隊系列》「第35部紀念作品」2011年6月11日上映，真劍綠和真劍金於本作登場。
- 《特命戰隊Go Busters VS 海賊戰隊豪快者 THE MOVIE》

本作為《特命戰隊Go Busters》和《海賊戰隊豪快者》的《超級戰隊祭》作品，女真劍紅於本作登場，2013年1月19日上映。
- 《假面騎士x超級戰隊x宇宙刑事 超級英雄大戰Z》

《超級戰隊系列》聯合《假面騎士系列》与《宇宙刑事》三大特攝英雄約250人夢幻共演，真劍黃於本作登場，2013年4月27日上映。
- 《宇宙戰隊九連者 VS SPACE SQUAD》

本作為《宇宙戰隊九連者》的歸來篇於2018年6月30日部分戲院期間限定上映，腑破十臟於本作登場。
- 《假面騎士聖刃 + 機界戰隊全界者 超級英雄戰記》

本作為《假面騎士聖刃》和《機界戰隊全開者》的聯動劇場版，同時也是《假面騎士系列》50週年和《超級戰隊系列》45作品的聯動紀念作，真劍綠於本作登場，2021年7月22日上映。

### 電視特輯
- 《海賊戰隊豪快者》第11-12話，志葉薰、丹波歲三登場。

## 製作團隊
- 原作：八手三郎
- 連載：テレビマガジン、てれびくん
- 製作人：佐々木基（tv asahi）、宇都宮孝明・大森敬仁（東映）、矢田晃一・深田明宏（東映AG）
- 編劇：小林靖子、大和屋暁、石橋大助
- 音樂：高木洋
- 導演：中澤祥次郎、諸田敏、竹本昇、渡辺勝也、加藤弘之、長石多可男、柴崎貴行
- 攝影：松村文雄、大沢信吾
- 人物設計：篠原保
- 導演補：渡辺勝也（僅第34、35集）
- 助理導演：加藤弘之、安養寺工、荒川史絵、須上和泰
- MA・選曲：宮葉勝行
- MAオペレーター：小林喬、錦織真里
- 音響効果：阿部作二（大泉音映）、小川広美（東洋音響）（第20集～）
- 製作人補：郷田龍一（～第2集）、石川啓（第15集～）
- ラインプロデューサー：谷口正洋
- ラインプロデューサー補：青柳夕子
- 武術指導：石垣広文、竹田道弘（ジャパンアクションエンタープライズ）
- 特攝監督：佛田洋（特撮研究所）
- 技術協力：東映ラボ・テック、アップサイド、西華産業
- 製作：tv asahi、東映、東映AG

## 超級英雄時間相關條目
- 2009春《假面騎士Decade》（第4-31集）
- 2009秋《假面騎士W》（第1-21集）

## 海外播放

### 台灣
台灣東森幼幼台於2011年10月9日至2012年9月9日期間每週日下午5時30分由首播國語配音版，並於當天晚上11時重播。2012年7月1日起改成每週日下午5時首播。
| 台灣 東森幼幼台 星期日 17:30-18:00 （2012年7月1日起改為星期日17:00-17:30） | 台灣 東森幼幼台 星期日 17:30-18:00 （2012年7月1日起改為星期日17:00-17:30） | 台灣 東森幼幼台 星期日 17:30-18:00 （2012年7月1日起改為星期日17:00-17:30） |
| -------------------------------------------------------------------------- | -------------------------------------------------------------------------- | -------------------------------------------------------------------------- |
|                                                                            | 戰隊真劍者 （2011年10月9日－2012年9月9日）                                 |                                                                            |
| 海綿寶寶 重播                                                              | 海賊戰隊豪快者 （2012年9月16日－2013年9月8日）                             |                                                                            |

### 香港
香港無綫電視翡翠台於2012年3月4日至2013年3月3日期間每週日上午9時30分首播粵語配音版。
| 香港 翡翠台 星期日 09:30-10:00 3月25日、7月1日、2013年1月27日、2月10日停播 | 香港 翡翠台 星期日 09:30-10:00 3月25日、7月1日、2013年1月27日、2月10日停播 | 香港 翡翠台 星期日 09:30-10:00 3月25日、7月1日、2013年1月27日、2月10日停播 |
| -------------------------------------------------------------------------- | -------------------------------------------------------------------------- | -------------------------------------------------------------------------- |
|                                                                            | 武侍戰隊 （2012年3月4日－2013年3月3日）                                    |                                                                            |
| 炎神戰隊 （2011年3月13日－2012年2月26日）                                  | 海賊戰隊 （2013年3月10日－2014年3月30日）                                  |                                                                            |

## 外部連結
- テレビ朝日内公式サイト（日文） （页面存档备份，存于）
- 侍戰隊非官方中文漢化站（簡體） （页面存档备份，存于）
- 東映内公式サイト（日文） （页面存档备份，存于）
- DOGATCH「侍戦隊シンケンジャー」特集（日文）
- The Internet Movie Database 介紹（英文） （页面存档备份，存于）